# Wilhelm Ihne

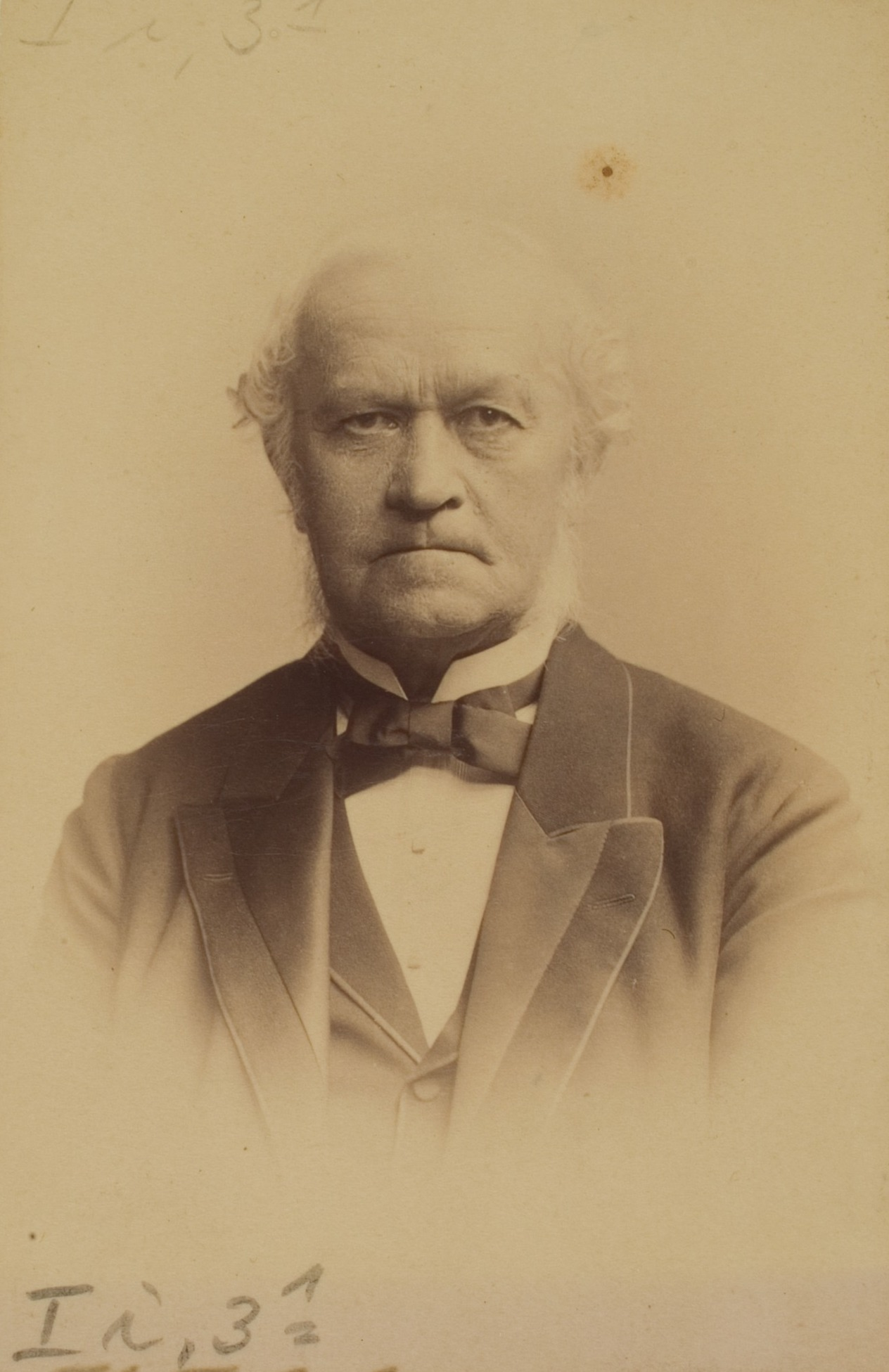
Wilhelm Ihne

Joseph Anton Friedrich Wilhelm Ihne (* 2. Februar 1821 in Fürth; † 21. März 1902 in Heidelberg) war ein deutscher Altphilologe und Historiker.

## Leben
Wilhelm Ihne schloss sein 1839 in Bonn u. a. bei Friedrich Ritschl begonnenes Studium der Philologie 1843 mit der Arbeit Quaestiones Terentianae ab, mit der er einen Doktortitel in Philosophie erlangte. Zunächst war er als Hauslehrer in England, dann von 1847 bis 1849 als Gymnasiallehrer in Elberfeld tätig, anschließend war er bis 1863 Direktor an einer Schule in Liverpool in England. Nach seiner Rückkehr nach Deutschland hielt er Vorlesungen an der Universität Heidelberg, an der er 1873 zum außerordentlichen Professor nebst Lehrauftrag für Anglistik ernannt wurde. Seine Stellungnahme in der Kölnischen Zeitung vom 1. Januar 1885 lieferte einen Anstoß zur organisatorischen Umgestaltung des Archäologischen Instituts in Rom.
Er war der Vater des Architekten Ernst von Ihne (1848–1917).

## Schriften
Bekannt wurde Ihne für seine kritische und eingehende Geschichte der römischen Republik, die unter dem Titel Römische Geschichte im Zeitraum von 1868 bis 1890 in acht Bänden erschien (Digitalisat) und ab 1871 in London auf Englisch unter dem Titel History of Rome herausgegeben wurde. Die Bände 7 und 8 beinhalten einen von August Wilhelm Zumpt hinterlassenen Teil, der den Zeitraum von Caesars Tod bis zur Alleinherrschaft des Augustus behandelt.
Weitere Werke zur römischen Geschichte waren
- Forschungen auf dem Gebiet der römischen Verfassungsgeschichte, Frankfurt 1847 (online). Englische Ausgabe: Research in the Field of Roman Constitutional History, London 1853
- Early Rome, to his destruction by the Gauls, London 1876
- Zur Ehrenrettung des Kaisers Tiberius, 1892

Seine Beiträge zu dem von William Smith veröffentlichten Dictionary of Greek and Roman Biography and Mythology zeichnete er mit seinen Initialen W. I.